# 对销贸易
对销贸易（英語：counter trade），又译为“反向贸易”、“互抵贸易”、“对等贸易”，也笼统地称“易货”或“大易货”。一般包括易货、记账贸易、互购、产品回购、转手贸易等属于货物与服务作为支付方式，而不是货币现汇支付的进出口方式的总称。这类贸易在会计记账时，仍然用货币作为价值尺度（valuation）。 

## 分类
- 以货易货
- 转手贸易（英语：switch trading）：使用專門的第三方交易所
- 互购（英语：Counter purchase）：双方签订两份既独立又有联系的合同：一份是约定先由进口的一方用现汇购买对方的货物；另一份则由先出口的一方承诺在一定期限内购买对方的货物。
- 回购（英语：buyback）：一方在另一个国家建设了一家工厂或提供了技术、培训或其他服务，并承诺用工厂的部分产品作为支付手段。
- 抵销贸易（Offset Trade）
- 补偿贸易（英语：Compensation trade）